# Fredric Lundqvist
Fredric Lundqvist, Lunkan, född 3 augusti 1976 i Luleå, är svensk före detta fotbollsspelare.
Lundqvist spelade oftast ytterback till höger men var mycket allround och har spelat på de flesta positioner förutom målvakt. Framförallt under åren i IFK Luleå var han en mångsidig spelare. Han värvades till GIF Sundsvall 2000 och etablerade sig där som en allsvensk spelare av hög klass. Han tackade nej till ett erbjudande från Djurgården IF och flyttade senare till Viking Stavanger där han hade Tom Prahl och Roy Hodgson som tränare. 
Tiden i Norge blev bara tvåårig då en skada gjorde att Lundqvist avslutade sin karriär i förtid efter att bara ha spelat fem seriematcher för sin nya klubb.
Efter att ha avbrutit sin karriär efter en skada utsågs Lundqvist till assisterande tränare till Sören Åkeby i GIF Sundsvall hösten 2008.
Lundqvist har senare flyttat hem till Luleå där han arbetat som fotograf och brandman. Han har varit ledare för Norrbottens länslag och agerat expertkommentator för den lokala radiosporten.

## Landslagskarriär
Lundqvist spelade sammanlagt fem landskamper under åren 2003–2005 med fotbollslandslaget.

## Säsongsfacit: seriematcher / mål
| År   | Klubbar          | Matcher | Mål |
| ---- | ---------------- | ------- | --- |
| 1994 | Lira Luleå BK    | 17      | 0   |
| 1995 | IFK Luleå        | 23      | 0   |
| 1996 | IFK Luleå        | 25      | 0   |
| 1997 | IFK Luleå        | 22      | 1   |
| 1998 | IFK Luleå        | 24      | 0   |
| 1999 | Lira Luleå BK    | 23      | 1   |
| 2000 | GIF Sundsvall    | 23      | 0   |
| 2001 | GIF Sundsvall    | 20      | 4   |
| 2002 | GIF Sundsvall    | 25      | 4   |
| 2003 | GIF Sundsvall    | 23      | 0   |
| 2004 | GIF Sundsvall    | 23      | 3   |
| 2005 | GIF Sundsvall    | 11      | 2   |
| 2005 | Viking Stavanger | 1       | 0   |
| 2006 | Viking Stavanger | 4       | 0   |
|      | Totalt:          | 261     | 15  |